# マテオ・パヴロヴィッチ
マテオ・パヴロヴィッチ（Mateo Pavlović、1990年6月9日 - ）は、クロアチアのサッカー選手。ポジションはDF。元クロアチア代表。ASサンテティエンヌ所属。

## 経歴
2012年12月17日、ヴェルダー・ブレーメンと3年半契約を結んで移籍した。2014年2月5日、フェレンツヴァーロシュTCに期限付き移籍した。
その後ブレーメンに戻るが、2016年1月にはトップチームのみならずリザーブでも戦力外通告を受けたため、6月の契約満了を待つ運びとなった。
2016年6月、リーグ・アンのアンジェSCOと2年契約を結んだ。
2021年9月1日、アミアンSCと2年契約を結んだ。
2022年6月22日、HNKリエカに移籍した。
2023年1月31日、ASサンテティエンヌへ期限付き移籍。移籍期間は同年6月30日まで。